# تنزارة
تنزارة هي قرية تابعة إداريا لبلدية بن عشيبة شلية دائرة تنيرة ولاية سيدي بلعباس.

## الموقع
تقع على بعد 35 كم جنوب مدينة سيدي بلعباس على ارتفاع 715 متر عن سطح البحر، تتوسط تنزارة جبال و سهول أبرزها غابة و جبل الصيقع المعروف البالغ ارتفاعه 1010 متر وجبل قليب الثور على ارتفاع 820 متر ،تتميز القرية بالمنابع المائية العذبة ابرزها العين الحمراء.

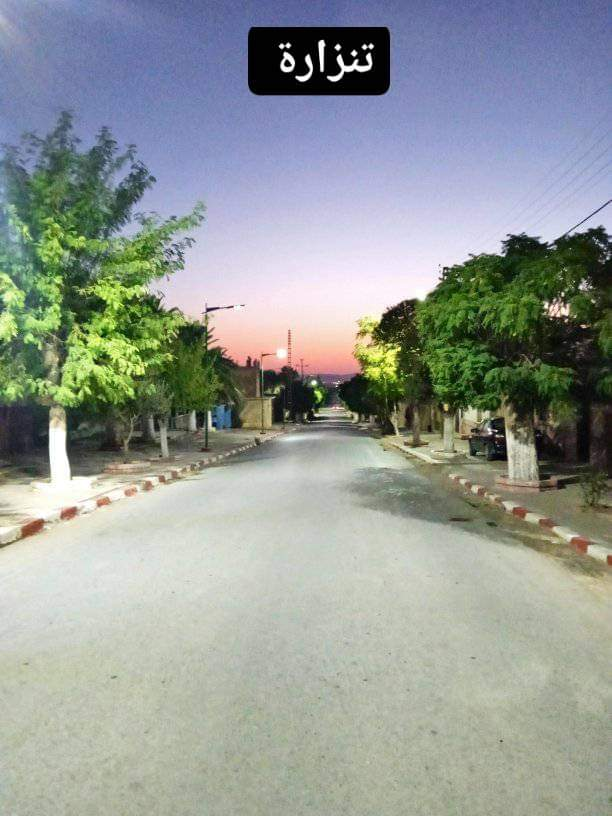
الشارع الرئيسي لقرية تنزارة

## النشاط الاساسي في تنزارة
هي منطقة ريفية وأبرز نشاطات سكانها الزراعة (زراعة القمح و الشعير ، أشجار الزيتون ، اللوز ...) بينما يعمل الباقي موظفين أو في مهن حرة أخرى.

## تنزارة أثناء الحقبة الاستعمارية
عانى سكان تنزارة من ويلات الاستعمار مثل توطينهم في محتشد القيطنة و المعروف حاليا بحي حركاتي لخضر، أبرز شهداء المنطقة طيبي الحاج و الذي سمي به الشارع الرئيسي في القرية.